# 1123.
◄ | 11. stoljeće | 12. stoljeće | 13. stoljeće | ►
◄ | 1090-ih | 1100-ih | 1110-ih | 1120-ih | 1130-ih | 1140-ih | 1150-ih | ►
◄◄ | ◄ | 1120. | 1121. | 1122. | 1123. | 1124. | 1125. | 1126. | ► | ►►
Arhitektura • Astronomija • Knjige • Književnost • Kršćanstvo • Medicina • Pravo • Promet • Znanost

## Događaji
- Prvi lateranski sabor

## Vanjske poveznice
|  | Zajednički poslužitelj ima još gradiva o temi 1123. |